# Mymovies.it
MYmovies.it est un site web consacré au cinéma italien.

## Histoire
Créé en 2000, le site Web contient une base de données sur les films et séries télévisées italiennes et les acteurs avec des films dont les réalisations vont de 1895 à aujourd'hui.  Le site Web présente également des critiques de films, des interviews d'acteurs, de réalisateurs et de personnalités  de l'industrie cinématographique italienne ainsi que des nouvelles liées au cinéma international.  En 2010, le site a mis en ligne une plateforme de streaming, Mymovieslive!.  
Selon les enquêtes démographiques le site Web se classe à la 56e place des plus populaires auprès des internautes italiens et est utilisé comme source par des publications liées au cinéma italien. 
En 2013, le site Web comportait plus d'un million de pages, plus de 200 000 avis et recueillait plus de 3 millions de visiteurs par mois.